# Muzeum Romantyzmu w Opinogórze
Muzeum Romantyzmu w Opinogórze – muzeum z siedzibą w Opinogórze Górnej, otwarte w 1961 roku w odbudowanym neogotyckim pałacu. Muzeum gromadzi pamiątki związane z historią rodziny Krasińskich, ze szczególnym uwzględnieniem Zygmunta Krasińskiego.
Obecnie Muzeum Romantyzmu to kompleks pałacowo-parkowy, w skład którego wchodzą:
- neogotycki pałac
- dwór wybudowany według projektu Józefa Gałęzowskiego z początku XX wieku, znajduje się na miejscu dawnego dworu
- dawna oficyna dworska
- dom z podcieniami
- park typu angielskiego o powierzchni 21 ha